# جون ويليام دي فورست
جون ويليام دي فورست (بالإنجليزية: John William De Forest)‏ (و. 1826 – 1906 م) هو شاعر، ومؤرخ، ومؤلف، وروائي، وكاتب أمريكي، توفي في نيو هيفن، كونيتيكت، عن عمر يناهز 80 عاماً.

## روابط خارجية
- جون ويليام دي فورست على موقع الموسوعة البريطانية (الإنجليزية)